# 사진 (수호전)

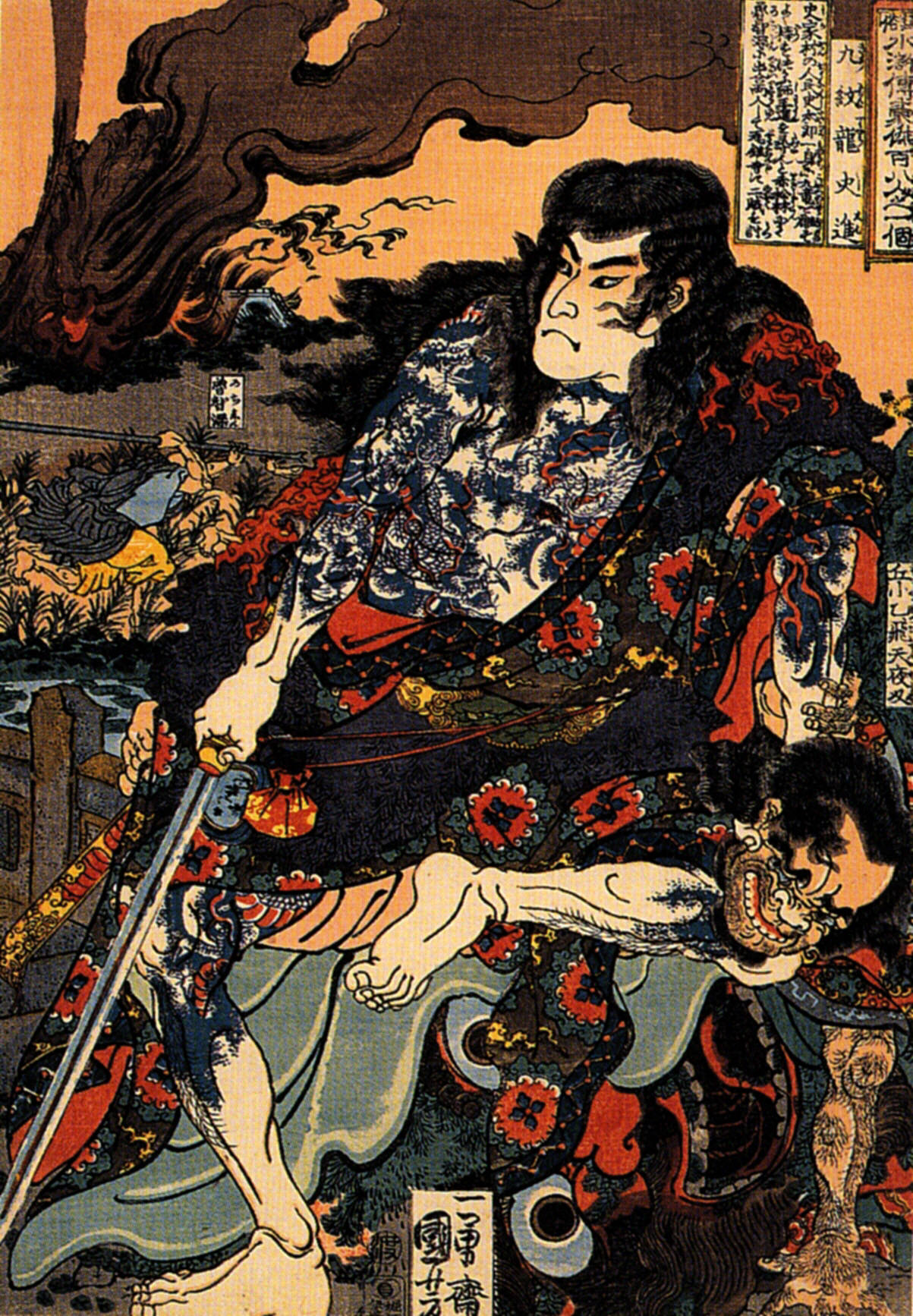
우타가와 구니요시가 그린 사진 우키요에

사진(중국어 정체자: 史進 스진[*])은 중국의 사대기서 중 하나인 《수호전》에 등장하는 인물로, 108성 중 23위이자 천강성(天罡星)의 천미성(天微星)에 해당한다. 용맹스러운 미남자로, 상반신에 9마리의 청룡(靑龍)을 본따 만든 멋진 문신을 하고 있어서 구문룡(九紋龍)이라는 별호로 불린다. 삼첨양인도의 명수로, 108성 중 소설상에서 가장 먼저 등장한다.

## 생애
화주(華州) 화음현(華陰縣) 사가촌(史家村)의 부농의 아들이며, 농사일을 싫어하고 매일 무예를 연마하는 데에만 매달렸다. 이에 어머니는 홧병으로 죽었으며, 아버지는 사진에게 농사일을 시키는 것을 포기하고 7 ~ 8여명의 봉술(杖術) 스승을 찾아 주거나 등에 청룡 무늬 문신을 새겨주었다. 어느 날 밤, 언제나처럼 정원에서 봉술 연습을 하고 있던 도중 고구(高俅)에게 쫓겨 도주중이던 금군교두(禁軍敎頭) 왕진(王進)에게 "소질은 있지만 빈 틈이 있다"라는 말을 듣게 되었고, 이에 분노한 사진은 왕진에게 한 수 시합을 제의했지만 단번에 패하고 말았다. 이후 아버지와 함께 왕진의 제자가 되기를 자청해 왕진에게 십팔반병기를 배웠으며, 6개월 뒤 왕진은 사진에게 모든 것을 가르친 뒤 연안부(延安府)로 길을 떠났다.
그 뒤 아버지가 병으로 세상을 떠나자 잠시 가업을 이었으며, 주변에 있던 소화산(少華山)의 산적인 주무(朱武), 진달(陳達), 양춘(楊春)이 사가촌을 습격해오자 진달과 일대일 승부에서 승리해 진달을 붙잡는다. 이후 주무와 양춘이 아무런 무기 없이 단 둘이서 사진에게 가서 진달의 석방을 요청하였고, 사진은 이들의 의협심에 반해 진달을 석방한 뒤, 이들과 친하게 지냈다. 하지만 이들이 서로 주고 받은 편지가 사냥꾼 이길(李吉)에게 도둑맞고, 관원들에게 발각된다. 결국 관원들과 한바탕 싸움을 벌인 뒤, 자신을 산적의 두령으로 삼으려는 세 사람의 요청을 거부하고 방랑의 길에 나선다.
이후 스승인 왕진을 만나러 가는 도중 들른 위주(渭州)에서 제할(提轄)을 맡고 있던 노달(魯達)과 의기 투합했으나, 일련의 사건으로 헤어지게 되었다. 그 뒤 와관사(瓦官寺) 인근에서 노달과 다시 만나 와관사를 거점으로 노상 강도를 하고 있던 최도성(崔道成)과 구소을(丘小乙)을 퇴치했으며, 이후 노달과 다시 헤어져 전국을 방랑한 끝에 소화산으로 들어가 두령이 되었다.
몇 년 뒤 화주(華州)의 태수(太守)가 북경(北京) 대명부의 화가인 왕의의 딸과 강제로 혼인하려 하자 이에 분노해 태수를 죽이려 하였으나, 반대로 잡혀 버렸다. 그 때 노지심(魯智深) 등 양산박(梁山泊)의 호걸들의 도움을 받아 탈출에 성공했으며, 노지심의 추천으로 소화산의 산적들과 함께 양산박으로 들어갔다. 이후 망탕산(芒碭山)의 번서(樊瑞) 일당과의 싸움에서 선봉에 나섰으나 패배했고, 동평부(東平府) 전투 당시에는 성 내부로 잡입을 시도했으나 실패했다.
108성 집결 이후에는 팔호기(八虎騎) 겸 선봉사(先鋒使) 중 한 명으로 임명되었으며, 관군과의 싸움에서 동관(童貫)이 이끄는 군대를 상대로 승리를 거두는 등 수많은 장수를 상대로 좋은 활약을 펼쳤다. 그 뒤 방랍(方臘)의 난을 진압하는 과정에서 석수(石秀) 등 5명의 두령과 함께 정찰에 나섰으나, 적에게 발각되어 궁술(弓術)의 명인인 방만춘(龐萬春)이 날린 화살에 목을 맞고 사망했다.

## 여담
사진의 모델이 되는 인물이 존재한다. 그 인물은 '사빈(史斌)'이라 하며 산동에서 봉기한 송강의 부하였다고 사료에 기록되어 있다. 그는 남송 초 건염 원년(1127년) 7월 흥주에서 반란하여 제호를 칭하였고, '극적(劇賊)'(세력이 큰 적)이라 하여 정부군에서도 동조자가 나올 정도였다(《송사》의 곡단전). 그러나 사천(四川)으로 쳐들어가다가 격퇴당하여 세력이 관중(關中)으로 쫓겨난다. 기사회생을 노리고 장안을 침공하였으나 건염 2년에 오개(吳玠)에게 패하고 참수당했다고 정사 《송사》(宋史) 고종 본기 등에 기재되어 있다.

## 대중 문화
영상 매체에서 사진을 연기한 배우는 다음과 같다.
- 저우보: 드라마 《수호》(1983)
- 우즈슝: 영화 《수호소전》(1993)
- 궈쥔: 드라마 《수호전》(1998)
- 한둥: 드라마  《수호전》(2011)

## 같이 보기
- 왕진
- 이길
- 주무
- 진달
- 양춘
- 노지심
- 구소을
- 방만춘